# Saxifraga vayredana
Saxifraga vayredana là một loài thực vật có hoa trong họ Saxifragaceae. Loài này được Luizet miêu tả khoa học đầu tiên năm 1913.